# JUST TAKE MY HEART (須藤あきらの曲)
JUST TAKE MY HEART（ジャスト・テイク・マイ・ハート）は須藤あきらの5枚目のシングル。

## 内容
初のノンタイアップ及び3枚目のアルバム「Pandora」先行シングルとなった本作は「夢だけじゃ終わらない」以来のHaward Killyによる作曲。本作を以て、ビクターエンタテインメントから一旦離脱することになった。

## 収録曲
作詞：須藤あきら　作曲・編曲：Haward Killy
1. JUST TAKE MY HEART
2. 恋の始まり～Sweet Angel～
3. JUST TAKE MY HEART (inst.)